# Luật Trao quyền
Luật Trao quyền (tiếng Đức: Ermächtigungsgesetz) là Tu chính hiến pháp 1933 khởi đầu cho quá trình Adolf Hitler trở thành nhà độc tài của Đức Quốc xã vào tháng 8 năm 1934. Reichstag của Đức đã thông qua nó cùng chữ ký của Tổng thống Paul von Hindenburg vào ngày 23 tháng 3 năm 1933. Hội nghị Reichstag chấp nhận Đạo luật Cho quyền, luật này cho Adolf Hitler có quyền độc tài theo luật pháp Đức. Đó là bước lớn thứ hai, sau khi "Nghị định gây cháy Reichstag", thông qua đó Hitler thu được quyền lực toàn thể một cách hợp pháp và bắt đầu quá trình thiết lập chế độ độc tài của mình. Tên gọi của Đạo luật nhận được từ tình trạng pháp lý của nó như một đạo luật cho phép cấp Nội các có quyền lực, trên thực tế là Thủ tướng Đức - quyền ban hành các nghị định mà không có sự tham gia của Reichstag. Đạo luật quy định rằng thời hạn hiệu lực kéo dài trong bốn năm, trừ khi gia hạn bởi Reichstag, mà đã được gia hạn hai lần.
Tên gọi chính thức là Gesetz zur Behebung der Not von Volk und Reich (Luật Phòng chống Tai họa của Nhân dân và Đế chế).

## Nội dung
Do phần lớn các đạo luật được thông qua theo quá trình Gleichschaltung, Luật Trao quyền khá ngắn, do kết quả của Cộng hòa Weimar:
| Gesetz zur Behebung der Not von Volk und Reich | Luật Phòng chống Tai họa của Nhân dân và Đế chế |
| Der Reichstag hat das folgende Gesetz beschlossen, das mit Zustimmung des Reichsrats hiermit verkündet wird, nachdem festgestellt ist, daß die Erfordernisse verfassungsändernder Gesetzgebung erfüllt sind: | Quốc hội Đế quốc thông qua điều luật sau đây, được ban hành có Viện các bang đồng ý sau khi đã xác nhận bản tu chính hiến pháp hội đủ các điều kiện:                                                                                           |
| Artikel 1 | Điều 1 |
| Reichsgesetze können außer in dem in der Reichsverfassung vorgesehenen Verfahren auch durch die Reichsregierung beschlossen werden. Dies gilt auch für die in den Artikeln 85 Abs. 2 und 87 der Reichsverfassung bezeichneten Gesetze. | Ngoài thủ tục làm luật hiến định, luật Đế quốc cũng có thể do chính phủ Đế quốc làm, kể cả luật nói tới trong Điều 85 Đoạn 2 và Điều 87 hiến pháp.                                                                                             |
| Artikel 2 | Điều 2 |
| Die von der Reichsregierung beschlossenen Reichsgesetze können von der Reichsverfassung abweichen, soweit sie nicht die Einrichtung des Reichstags und des Reichsrats als solche zum Gegenstand haben. Die Rechte des Reichspräsidenten bleiben unberührt. | Luật chính phủ Đế quốc làm có thể vi hiến, miễn là không thay đổi Quốc hội và Viện các bang. Quyền lực của Tổng thống giữ nguyên. |
| Artikel 3 | Điều 3 |
| Die von der Reichsregierung beschlossenen Reichsgesetze werden vom Reichskanzler ausgefertigt und im Reichsgesetzblatt verkündet. Sie treten, soweit sie nichts anderes bestimmen, mit dem auf die Verkündung folgenden Tage in Kraft. Die Artikel 68 bis 77 der Reichsverfassung finden auf die von der Reichsregierung beschlossenen Gesetze keine Anwendung. | Luật chính phủ Đế quốc làm, Thủ tướng sẽ ban hành và in lên Công báo Đế quốc. Sẽ có hiệu lực vào ngày sau ngày đăng Công báo, trừ phi định ngày khác. Chính phủ Đế quốc không bị Điều 68 đến 77 Hiến pháp ràng buộc.                           |
| Artikel 4 | Điều 4 |
| Verträge des Reiches mit fremden Staaten, die sich auf Gegenstände der Reichsgesetzgebung beziehen, bedürfen für die Dauer der Geltung dieser Gesetze nicht der Zustimmung der an der Gesetzgebung beteiligten Körperschaften. Die Reichsregierung erläßt die zur Durchführung dieser Verträge erforderlichen Vorschriften.                                     | Điều ước của Đế quốc với nước ngoài về các vấn đề thuộc về phạm vi làm luật của Đế quốc sẽ không cần phải được Quốc hội phê chuẩn trong thời gian có hiệu lực. Chính phủ quốc gia sẽ làm các điều luật cần thiết để thi hành các điều ước này. |

### Sách
- William L. Shirer (2018) [1960]. Sự trỗi dậy và suy tàn của Đế chế thứ ba – Lịch sử Đức Quốc Xã. Diệp Minh Tâm biên dịch. Sách điện tử. Hà Nội: NXB Thông tin và Truyền thông. Đặt trước chương trình nghị sự là cái gọi là Luật Trao quyền – có tên chính thức là Gesetz zur Behebung der Not von Volk und Reich, có nghĩa: Luật Phòng chống Tai họa của Nhân dân và Đế chế.